# Robert Patrick
Robert Patrick, född 5 november 1958 i Marietta, Georgia, är en amerikansk skådespelare. Patrick fick sitt genombrott som T-1000 i filmen Terminator 2 från 1991. Han är också känd som John Dogget i Arkiv X.

## Filmografi (urval)
- 1990 – Die Hard 2 - som O'Reilly
- 1991 – Terminator 2 - Domedagen  - som T-1000
- 1992 – Wayne's World - som Bad Cop (T-1000)
- 1993 – Fire in the Sky - som Mike Rogers
- 1993 – Den siste actionhjälten - som T-1000
- 1994 – Double Dragon - som Kogo Shuko aka Guisman
- 1994 – The Cool Surface - som Jarvis Scott
- 1996 – Striptease - som Darrell Grant
- 1997 – Cop Land - som Jack Duffy
- 1998 – Faculty - som coatch
- 1999 – From Dusk Till Dawn 2
- 2000 – Sopranos (TV-serie) - som David Scatino
- 2000–2002 – Arkiv X (TV-serie) - som John Doggett
- 2001 – Spy Kids - som Mr. Lisp
- 2002 – D-Tox - som Noah
- 2003 – Charlies änglar - Utan hämningar - som Ray Carter
- 2004 – Stargate Atlantis (TV-serie) - som Marshall Sumner
- 2004 – Ladder 49 - som Lenny Richter
- 2005 – Walk the Line - som Ray Cash
- 2006 – Firewall - som Gary Mitchell
- 2006 – The Marine - som Rome
- 2006 – Flags of Our Fathers - som överste Chandler Johnson
- 2006–2009 – The Unit (TV-serie) - som överste Thomas Ryan
- 2007 – Bron till Terabitia - som Jack Aarons
- 2007 – Balls of Fury - som sergeant Pete Daytona
- 2009 – The Men Who Stare at Goats - som Todd Nixon
- 2010 – Burn Notice (TV-serie) - som John Barrett
- 2012 – Safe House - som Daniel Kiefer
- 2012–2013 – True Blood (TV-serie) - som Jackson Herveaux
- 2020 – Perry Mason (TV-serie)
- 2022 – 1923 (TV-serie)